# آنر بلکمن

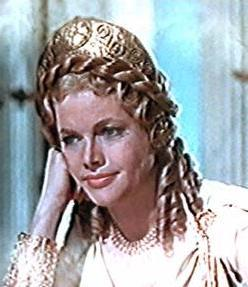
بلکمن در نقش ایزدبانو هرا در فیلم جیسن و آرگونات‌ها

آنر بلکمن (انگلیسی: Honor Blackman؛ زادهٔ ۲۲ اوت ۱۹۲۵ – درگذشته ۵ آوریل ۲۰۲۰) هنرپیشه و خواننده اهل بریتانیا بود. وی از سال ۱۹۴۷ میلادی تا سال ۲۰۱۵ مشغول فعالیت بوده‌است.

## بخشی از فیلمشناسی
- کوارتت (۱۹۴۸)
- توطئه‌چی (۱۹۴۹)
- نیم‌تنه رنگارنگ (۱۹۵۴)
- جیسن و آرگونات‌ها (۱۹۶۳)
- گلدفینگر (۱۹۶۴)
- لحظه به لحظه (۱۹۶۵)
- نبرد برای رم (۱۹۶۸)
- باکره و کولی (۱۹۷۰)
- دکتر هو (۱۹۸۶)
- افسانه مومیایی (۱۹۹۸)
- خاطرات بریجت جونز (۲۰۰۱)
- رنگ من کوبریک (۲۰۰۶)
- هتل بابل (۲۰۰۹)